# Прежгање
Прежгање (словен. Prežganje) је насељено место у саставу градске општине Љубљана, Средњесловенска регија, Словенија.

## Историја
До територијалне реорганизације у Словенији била је у саставу града Љубљане, односно старе општине Мосте-Поље.

## Становништво
У попису становништва из 2021. године, Прежгање је имало 145 становника.
| Број становника према пописима | Број становника према пописима | Број становника према пописима | Број становника према пописима |
| ------------------------------ | ------------------------------ | ------------------------------ | ------------------------------ |
| 1991                           | 2002                           | 2011                           | 2021                           |
| 72                             | 120                            | 151                            | 145                            |

Напомена: Године 2000. увећан за део насеља Мало Требељево.

## Галерија
- сеоске куће
- табла